# Manfred Blumauer
Manfred Blumauer (geboren 1927 in Graz; gestorben am 25. Februar 2005) war ein österreichischer Musikkritiker und Musikforscher.

## Leben
Manfred Blumauers Eltern waren Karl Blumauer und Olga geb. Salzmann. Als Kritiker arbeitete er viele als Kulturredakteur für die Tageszeitung Neue Zeit, ab 1967 als Ressortleiter Kultur für die Südost-Tagespost und ab den späten 1980er Jahren als Graz-Korrespondent für die Tageszeitung Der Standard. Weiters publizierte er regelmäßig in der Österreichischen Musikzeitschrift (ÖMZ), in der Fachzeitschrift Opernwelt und in der alle zwei Monate erscheinenden Zeitschrift Parnass.
Blumauer galt als profunder Kenner der klassischen Musik, der in mannigfacher Weise im Kulturleben der Landeshauptstadt Graz verankert war. Er war einer der Mitbegründer und 1. Musikreferent des Musikreferats des Forum Stadtpark.
Als Buchautor verfasste er einen Band über die Geschichte der Grazer Oper, in dem er sich mit der Grazer Operngeschichte früherer Jahrhunderte bis in die Gegenwart befasste. In verschiedenen Themenkreisen setzt Blumauer sich darin mit Johann Joseph Fux und dem barocken Musiktheater, Richard Wagner, Richard Strauss und Ernst Krenek musikhistorisch und musikwissenschaftlich auseinander. Er recherchierte zu den Opern-Uraufführungen in Graz und publizierte dazu im Historischen Jahrbuch der Stadt Graz. In seiner Dokumentation konnte Blumauer am Beispiel der Absetzung der für den 13. März 1938 geplanten Uraufführung der Operette Mausi wird energisch von Fritz Kickinger (1910–1982) den bereits sehr frühen Einfluss der Nationalsozialisten auf die Gestaltung des Grazer Spielplans nachweisen. Er war weiters als Berater des Musikvereins für Steiermark tätig und verfasste zahlreiche Beiträge für dessen Programmhefte. Clemens Höslinger konstatierte, dass Blumauer sich als Autor „mit neuzeitlichen Formen des Regietheaters kritisch, doch nicht polemisch auseinandersetzt[e]“. Ebenso begleitete er kritisch, aber mit Wohlwollen, die Gründungsphase der Musikprotokolle im Steirischen Herbst.
Er war mit Doris Blumauer-Wolf verheiratet. Er starb im Februar 2025 im Alter von 78 Jahren an den Folgen einer Grippe. Sein Nachlass wird in der Steiermärkischen Landesbibliothek aufbewahrt.

## Veröffentlichungen (Auswahl)
- Werner Strahalm, Wilhelm Steinböck, Eva Schäffer, Christoph H. Binder, Manfred Blumauer und Richard Rubinig: Graz. Eine Stadtgeschichte. Edition Strahalm, 1989. ISBN 978-3-90052-627-6.
- Manfred Blumauer: FESTA TEATRALE. Musiktheater in Graz. Strahalm, Graz 1998.
- Manfred Blumauer: Das Grazer „Musikprotokoll 1968“. In: Österreichische Musikzeitschrift, Band 23, Heft JG, Dezember 1968, Seite 621–623. doi:10.7767/omz.1968.23.jg.621
- Manfred Blumauer: Musik im Steirischen Herbst. In: Österreichische Musikzeitschrift, Band 24, Heft JG, Dezember 1969, Seite 718/719. doi:10.7767/omz.1969.24.jg.718b
- Manfred Blumauer: Der Musikverein für Steiermark. In: Österreichische Musikzeitschrift, Band 25, Heft 10, Oktober 1970, Seite 625/626. doi:10.7767/omz.1970.25.10.625
- Manfred Blumauer: Musiktheater-Uraufführungen im Grazer Opernhaus. In: Historisches Jahrbuch der Stadt Graz, Band 15, 1984, Seite 147–166.
- Manfred Blumauer: Janáček-Symposium in Graz. In: Österreichische Musikzeitschrift, Band 50, Heft 8–9, August 1995, Seite 591–593. doi:10.7767/omz.1995.50.89.591